# Chiesa dei Santi Jacopo e Caterina

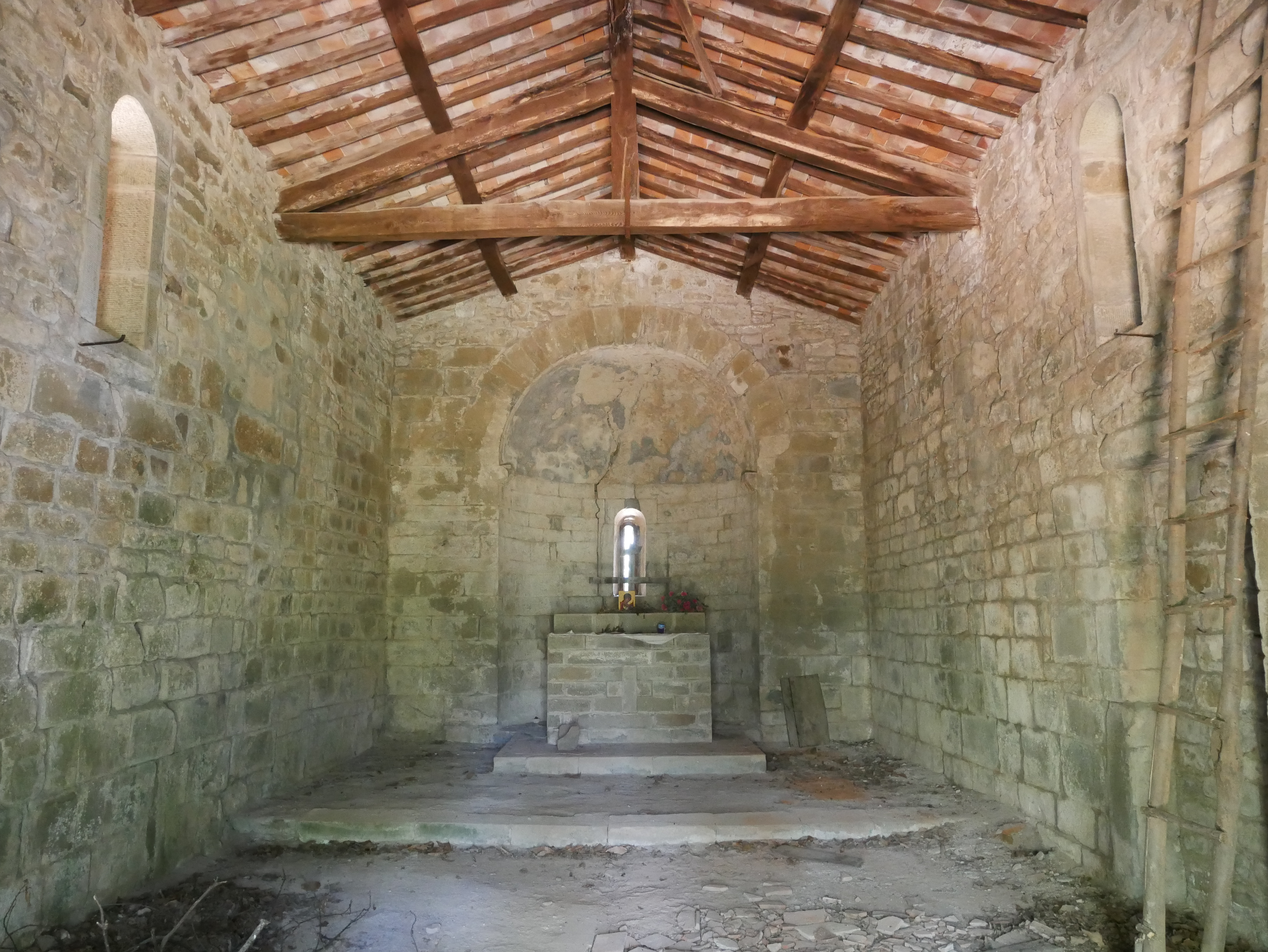
L'interno.

La Chiesa dei Santi Jacopo e Caterina è un edificio sacro si trova in località Lignana, nel comune e diocesi di Pescia, provincia di Pistoia.

## Storia
La chiesa è l'unico edificio superstite dell'antico paese di Lignana o Ligliana, che sorgeva sull'omonimo monte, tra la Val di Forfora e la Val di Torbola. Il borgo, con quelli vicini, fu conteso a lungo da Firenze, Lucca e Pisa, all'interno delle dispute tra città guelfe e ghibelline. Fu espugnato per mano pisana nel 1362 e tali furono i danni alle fortificazioni e alle abitazioni che due anni dopo la repubblica fiorentina, sotto la cui giurisdizione il castello era rientrato, ne deliberò la definitiva distruzione e il trasferimento degli abitanti nei paesi circostanti.
La chiesa si presenta in stile romanico, con tessuto murario a conci di pietra. L'abside è di forma semicircolare, con decorazione ad arcate cieche. L'interno, molto scarno, ha una copertura a capriate lignee. Nel catino absidale, si trova l'altare in pietra. Non sono presenti pitture o sculture.